# Левенворт (Вашингтон)
Левенворт (енгл. Leavenworth) град је у америчкој савезној држави Вашингтон. По попису становништва из 2010. у њему је живело 1.965 становника.

## Демографија
Према попису становништва из 2010. у граду је живело 1.965 становника, што је 109 (5,3%) становника мање него 2000. године.
| Група             | 2000.         | 2010.         |
| Белци             | 1.877 (90,5%) | 1.692 (86,1%) |
| Афроамериканци    | 2 (0,1%)      | 7 (0,4%)      |
| Азијати           | 7 (0,3%)      | 11 (0,6%)     |
| Хиспаноамериканци | 128 (6,2%)    | 213 (10,8%)   |
| Укупно            | 2.074         | 1.965         |